# Cordeiro de Barroso
O Cordeiro de Barroso IGP, Anho de Barroso IGP ou Cordeiro de leite de Barroso IGP é um produto de origem portuguesa com Indicação Geográfica Protegida pela União Europeia (UE) desde 16 de fevereiro de 2007.

## Agrupamento gestor
O agrupamento gestor da indicações geográficas protegidas "Cordeiro de Barroso", "Anho de Barroso" ou "Cordeiro de leite de Barroso" é a Cooperativa Agrícola dos Produtores de Batata para Semente de Montalegre, CRL..